# NGC 3860A
NGC 3860A је спирална галаксија у сазвежђу Лав која се налази на NGC листи објеката дубоког неба.
Деклинација објекта је + 19° 47' 42" а ректасцензија 11h 44m 49,2s. Привидна величина (магнитуда) објекта NGC 3860 износи 13,4 а фотографска магнитуда 14,2. NGC 3860A је још познат и под ознакама UGC 6718, MCG 3-30-88, CGCG 97-120, IRAS 11422+2003, PGC 36573.